# Torrent Club de Fútbol
El Torrent Club de Fútbol es un club de fútbol español localizado en Torrente, Valencia, en la Comunidad Valenciana, fundado en el año 1922. Actualmente compite en Segunda Federación, cuarta categoría del fútbol en España. Disputa sus encuentros como local en el Estadio Municipal San Gregorio, que dispone de una capacidad para 5 000 espectadores.

## Historia
Fundado en 1922, Torrent C. F. logró su primer ascenso a Tercera División en 1965. Después de cinco temporadas el club descendió, y quedó en las ligas regionales hasta 1982.
En 1990, lograron su primer ascenso a Segunda División B, pero regresando a cuarta división después de dos campañas. En 1993, después de padecer otro descenso, el club desapareció.
Un club nuevo, llamado Torrent UE, fue fundado inmediatamente después de que Torrente C. F. fuese disuelto y jugasen cuatro temporadas enteras antes de disolverse. En la década de los 90, Torrent EF fue fundado y se convertía en el descendiente del histórico Torrent C. F.. En 2006, el club recuperó el antiguo nombre, Torrent C. F..

## Temporadas

### Antiguo Torrent C. F.
| Temporada | Nivel | División   | Posición | Copa del Rey |
| --------- | ----- | ---------- | -------- | ------------ |
| 1948-1965 | —     | Regional   | —        |              |
| 1965-66   | 3     | 3.ª        | 14.º     |              |
| 1966-67   | 3     | 3.ª        | 7.º      |              |
| 1967-68   | 3     | 3.ª        | 10.º     |              |
| 1968-69   | 3     | 3.ª        | 7.º      |              |
| 1969-70   | 3     | 3.ª        | 16.º     | 1.ª ronda    |
| 1970-71   | 4     | Reg. Pref. | 16.º     |              |
| 1971-72   | 4     | Reg. Pref. | 3.º      |              |
| 1972-73   | 4     | Reg. Pref. | 5.º      |              |
| 1973-74   | 4     | Reg. Pref. | 10.º     |              |
| 1974-75   | 4     | Reg. Pref. | 18.º     |              |
| 1975-76   | 5     | 1ª Reg.    | 12.º     |              |
| 1976-77   | 4     | Reg. Pref. | 7.º      |              |
| 1977-78   | 5     | Reg. Pref. | 11.º     |              |
| 1978-79   | 6     | 1ª Reg.    | 8.º      |              |

| Temporada | Nivel | División   | Posición | Copa del Rey |
| --------- | ----- | ---------- | -------- | ------------ |
| 1979-80   | 6     | 1ª Reg.    | 13.º     |              |
| 1980-81   | 6     | 1ª Reg.    | 1.º      |              |
| 1981-82   | 5     | Reg. Pref. | 2.º      |              |
| 1982-83   | 4     | 3.ª        | 11.º     |              |
| 1983-84   | 4     | 3.ª        | 12.º     |              |
| 1984-85   | 4     | 3.ª        | 18.º     |              |
| 1985-86   | 5     | Reg. Pref. | 16.º     |              |
| 1986-87   | 5     | Reg. Pref. | 1.º      |              |
| 1987-88   | 4     | 3.ª        | 2.º      |              |
| 1988-89   | 4     | 3.ª        | 7.º      |              |
| 1989-90   | 4     | 3.ª        | 1.º      |              |
| 1990-91   | 3     | 2ª B       | 14.º     | 3.ª ronda    |
| 1991-92   | 3     | 2ª B       | 19.º     | 2.ª ronda    |
| 1992-93   | 4     | 3.ª        | 18.º     |              |

### Torrent U. E.
| Temporada | Nivel | División   | Posición | Copa del Rey |
| --------- | ----- | ---------- | -------- | ------------ |
| 1993-94   | 7     | 2ª Reg.    | 1.º      |              |
| 1994-95   | 6     | 1ª Reg.    | 7.º      |              |
| 1995-96   | 6     | 1ª Reg.    | 1.º      |              |
| 1996-97   | 5     | Reg. Pref. | 8.º      |              |